# Toman

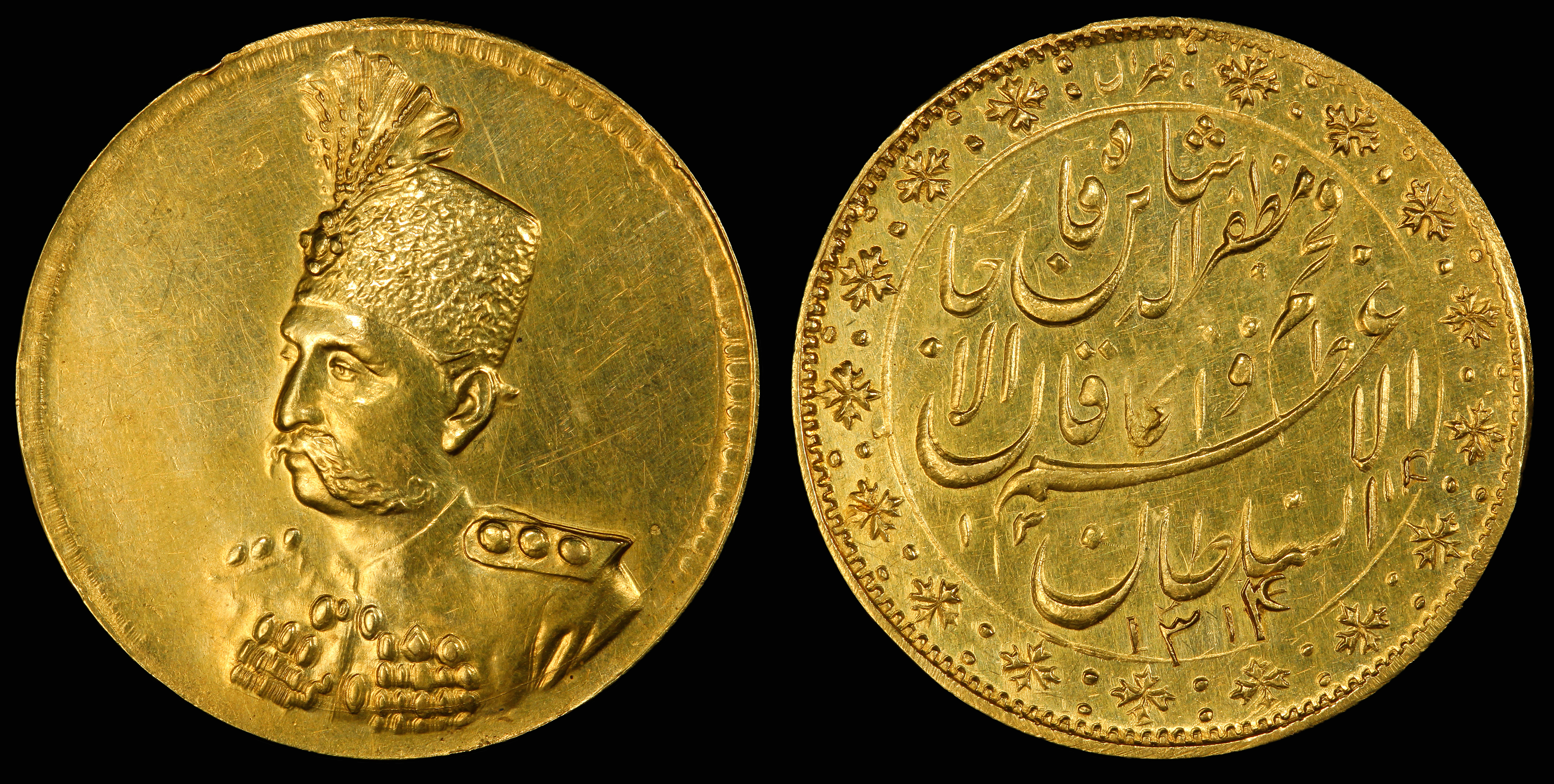
Pièce de 10 tomans en or (1896), figurant Mozaffareddine Chah, gravée par Edmond-Émile Lindauer.

Le toman (en persan : تومان, Tomān, Toumān) (dérivé du mot turc et mongol tümen, « 10 000 ») était la monnaie de l'Iran jusqu'en 1932.  Il était divisé en 10 000 dinars. Entre 1798 et 1825, le toman était aussi divisé en 8 rials, chacun d'eux valant 1 250 dinars. En 1825, le kran a été introduit, valant 1 000 dinars ou 1/10e de toman.

## Histoire
Le terme toman (ou toumân) était déjà en usage à l'époque safavide. Le toman valait 50 abbas (ou abbassi, du nom de Chah Abbas le Grand). Il était plutôt une unité de grandeur qu'une vraie unité de monnaie.
En 1932, le rial a remplacé le toman au taux de 1 toman = 10 rials (donc 1 rial = 1 kran). Bien que le rial soit la monnaie officielle de l'Iran, beaucoup d'Iraniens emploient le terme toman dans les transactions quotidiennes, à la valeur de 1 toman = 10 rials. On le perçoit particulièrement bien à la lecture de l'Usage du Monde, récit de voyage de Nicolas Bouvier et Thierry Vernet, qui traversent l'Iran entre 1953 et 1954 : à cette date, le rial a remplacé le toman ; pourtant, à l'usage de la langue vernaculaire, le récit n'évoque que le « toman ».
Dans les circonstances non officielles, un toman peut aussi représenter aussi bien 1 000 tomans ou 1 000 000 tomans. L'ordre de grandeur considéré dépend du contexte (par exemple un toman représente un million de toman quand on parle du prix au mètre carré d'un appartement à Téhéran et 1 000 tomans quand on parle du prix au kilogramme des aliments).
En juillet 2019, le gouvernement iranien a adopté un projet de loi visant à remplacer le rial comme monnaie officielle au profit du toman équivalant à 10 rials, un processus qui coûterait 160 millions de dollars. Cette proposition a été approuvée par le parlement iranien le 4 mai 2020. La valeur du nouveau toman (subdivisé en 100 krans) est fixée à 10 000 anciens rials.